# Lee Hyeonggi
Pour les articles homonymes, voir Lee.
Yi Hyeong-gi (en hangeul : 이형기, 6 janvier 1933 - 2 février 2005) est un poète sud-coréen. 

## Biographie
Yi Hyeong-gi est né le 6 janvier 1933 à Jinju dans la province de Gyeongsangnam-do. Il a fréquenté l'université de Dongguk où il a obtenu une licence dans le domaine des arts bouddhiques en 1956. Il a travaillé en tant que journaliste pour l'agence United Press, pour le quotidien Seoul Shinmun, et pour le quotidien Daehan Ilbo. Il a également travaillé en tant que rédacteur en chef et éditorialiste pour le journal Kukje Shinmun. Il a également été professeur à l'université Dongguk. Il est décédé le 2 février 2005.

## Œuvre
La carrière poétique de Yi Hyeong-gi peut être divisée en trois périodes distinctes. La première période, représentée par son anthologie de poésie Seul dans le silence de la nature (Jeongmakgangsan), reflète les pensées et la maturation d'un homme qui a pris conscience de la solitude fondamentale de la vie et de la vacuité du monde. Les poèmes datant de cette période sont fortement imprégnés de cette notion de futilité de la vie. Ses poèmes, cependant, ne sont pas de simples expressions d'amertume ou de colère, mais se caractérisent plutôt par une confrontation audacieuse avec cette futilité. Le poète s'éloigne des considérations mondaines, se purifiant ainsi des éléments superficiels de l'existence pour atteindre l'idée d'une transcendance en harmonie avec la nature.
La deuxième période de la carrière du poète comprend des œuvres datant des années 1970. Il s'éloigne des émotions contenues de sa poésie précédente pour mieux exprimer une poésie intensément esthétique. Les caractéristiques essentielles de cette période sont la résistance désespérée dont peuvent faire preuve les Hommes face à la mort, et la futilité essentielle de l'humanité magnifiée par cette résistance.
À partir du milieu des années 1980, sa poésie affiche une nouvelle liberté d'esprit qui lui permet d'examiner objectivement la futilité de la vie. Il examine froidement les changements du monde, un sang-froid qui lui permet de mener des observations plus détachées. 

### Recueils de poèmes
- 해 넘어 가기 전의 기도 Prière avant le coucher du soleil  (en collaboration avec Lee Sang-no et Im Gwan-sik, etc.)
- 적막강산 Seul dans le silence de la nature (Jeogmaggangsan)
- 돌베개의 시 La Chanson de l'oreiller de pierre (Dolbegae-ui si)
- 풍선 심장 Le Cœur en ballon (Pungseon simjang).

### Essais
- 감성의 논리 La Logique de la sensibilité (Gamseong-ui nonli)
- 한국문학의 반성 Une réflexion sur la littérature coréenne (Hangugmunhag-ui banseong).

## Récompenses
- 1977 : prix de l'Association des poètes coréens[5]
- 1993 : prix Gongcho
- 1994 : prix Daesan